# Coppa del Portogallo 2000-2001 (hockey su pista)
La Coppa del Portogallo 2000-2001 è stata la 28ª edizione della principale coppa nazionale portoghese di hockey su pista. Il trofeo è stato conquistato dal Benfica per l'undicesima volta nella sua storia.

## Risultati

### Ottavi di finale
| Squadra 1      | Risultato | Squadra 2           |
| -------------- | --------- | ------------------- |
| Benfica        | 15 - 2    | Vasco da Gama       |
| Famalicense    | 5 - 4     | Oeiras              |
| Gulpilhares    | 4 - 3     | Nortecoope          |
| Marrazes       | 1 - 23    | Infante de Sagres   |
| Oliveirense    | 10 - 4    | Sporting Tomar      |
| Paço de Arcos  | 4 - 2     | Sanjoanense         |
| Porto          | 3 - 7     | Barcelos            |
| Vilafranquense | 2 - 5     | Vitória Barcelinhos |

### Quarti di finale
| Squadra 1           | Risultato   | Squadra 2         |
| ------------------- | ----------- | ----------------- |
| Vitória Barcelinhos | 4 - 5 (dts) | Paço de Arcos     |
| Barcelos            | 6 - 2 (dts) | Infante de Sagres |
| Benfica             | 4 - 1       | Oliveirense       |
| Gulpilhares         | 8 - 2       | Famalicense       |

### Final Four

#### Semifinali
| Arrifana 7 aprile 2001 | Benfica | 3 – 1 | Gulpilhares |  |

| Arrifana 7 aprile 2001 | Barcelos | 7 – 6 | Paço de Arcos |  |

#### Finale
| Arrifana 8 aprile 2001 | Benfica | 4 – 2 | Barcelos |  |